# 김태겸 (1956년)
김태겸(金泰謙, 1956년 1월 10일 ~ )은 대한민국의 제8대 대구광역시 동구의원이다.

## 학력
- 해서국민학교 졸업
- 대구중앙고등학교 졸업
- 계명대학교 경영학 학사

## 경력
- 한국토지주택공사
- 세종시 건설사업단 부단장
- 김천시 혁신도시건설사업단 단장
- 대구 혁신도시건설사업단 상품기획관
- 해서초등학교 총동창회장
- 도평동 주민자치위원·자연보호협의회장
- 용암산성 옥천문화제창설 추진위원장
- 자유한국당 대구시당 부위원장
- 우리가족기살리기 범시민운동 자문위원
- 학교폭력예방협의회 해서동 지역본부장
- 향산자율방범대 고문
- 한국사진작가협회 정회원
- 사회복지법인 정심요양원 운영위원
- (사)한국장애인 새마을협회 대구광역시협회장
- 동구 명예환경감시단
- 해서초등학교 농구부후원회 자문위원
- 무료급식 오병이오 봉사단장
- 2018.07 ~ 2019.08 제8대 대구광역시 동구의회 의원
- 2018.07 ~ 2019.08 제8대 대구광역시 동구의회 전반기 도시건설위원회 위원
- 2018.07 ~ 2019.08 제8대 대구광역시 동구의회 전반기 예산결산특별위원회 위원
- 2018.09 ~ 2019.04 제8대 대구광역시 동구의회 대구공항통합이전추진 특별위원회 위원

## 수상
- 건설교통부장관 표창
- 국토해양부장관 표창
- 부총리 겸 경제기획원장관 표창

## 공직선거법 위반
자유한국당 김태겸 의원은 지난 지방선거 당시 대구광역시장 후보 경선에서 이재만 전 최고위원을 이기게 하기 위해 불법 여론조사를 벌인 혐의로 대구 지방의원 5명과 함께 불구속 기소되었다. 현재 1심 판결로 벌금 100만원을 선고받았다. 2019년 8월 20일 대법원에서 상고를 기각하여 의원직을 잃었다.

## 역대 선거 결과
| 실시년도 | 선거      | 대수 | 직책   | 선거구                | 정당       | 득표수    | 득표율          | 순위 | 당락 | 비고           |
| -------- | --------- | ---- | ------ | --------------------- | ---------- | --------- | --------------- | ---- | ---- | -------------- |
| 2018년   | 지방 선거 | 8대  | 구의원 | 대구 동구 (라 선거구) | 자유한국당 | 11,050 표 | \| \| 27.67% \| | 2위  |      | 초선, 민선 7기 |
|          | 27.67%    |      |        |                       |            |           |                 |      |      |                |